# Legge Vanoni
La legge Vanoni (o Riforma Vanoni) fu la legge 11 gennaio 1951, n. 25 (titolo ufficiale: "Norme sulla perequazione tributaria e sul rilevamento fiscale straordinario") della Repubblica Italiana, entrata in vigore in pari data.
Fu una delle riforme, succedutesi nel tempo, del sistema tributario italiano e venne così chiamata dal nome del suo promotore, il Ministro delle finanze Ezio Vanoni.

## Contenuto
Chiamata anche perequazione tributaria o riforma Vanoni, la legge aveva come punti fondamentali: la dichiarazione annuale dei redditi (che divenne obbligatoria), la diminuzione delle aliquote sulle quali pagare le imposte, l'aumento dei minimi imponibili.
Si mostrava particolarmente efficace sui contribuenti a reddito fisso come ad esempio i lavoratori dipendenti.

## Conseguenze
Alle casse dello stato la riforma portò un introito maggiore di due volte e mezzo. I contribuenti presentarono 3.932.786 denunce, delle quali 3.756.773 individuali e 176.013 di ditte collettive; delle oltre 3 milioni di denunce, 1.026.734 riguardarono l'imposta complementare.
La legge risultò superata dal successivo Testo Unico delle Leggi sulle imposte dirette del 1958.